# 光吻前鰭鮋
光吻前鰭鮋，為輻鰭魚綱鮋形目鮋亞目前鰭鮋科的其中一種，為亞熱帶海水魚，分布於東南大西洋納米比亞至南非川斯凱海域，棲息深度10-300公尺，體長可達76公分，棲息在軟底質底層水域，生活習性不明。